# Mowt Abad
Mowt Abad (persiska: موت آباد, مُوت اَبَد, Mūtābād) är en ort i Iran.   Den ligger i provinsen Markazi, i den centrala delen av landet, 230 km sydväst om huvudstaden Teheran. Mowt Abad ligger 1 666 meter över havet och antalet invånare är 555.
Terrängen runt Mowt Abad är huvudsakligen platt, men åt sydväst är den kuperad.Runt Mowt Abad är det ganska tätbefolkat, med 120 invånare per kvadratkilometer. Närmaste större samhälle är Arak, 14,2 km väster om Mowt Abad. Trakten runt Mowt Abad består i huvudsak av gräsmarker.